# 애플 카 프로젝트
애플 카 프로젝트(Apple car project)에 관한 설명이다.
2014년부터 2024년까지 애플은 "프로젝트 타이탄"이라는 코드명의 전기자동차 및 자율주행 자동차 개발에 대한 연구개발 노력을 진행했다. 애플은 자동차 연구에 대해 공개적으로 논의한 적은 없지만, 2018년 기준으로 약 5,000명의 직원이 이 프로젝트에 참여한 것으로 알려졌다. 2018년 5월, 애플은 폭스바겐과 협력하여 T6 트랜스포터 상용차 플랫폼을 기반으로 한 자율주행 직원 셔틀밴을 생산할 계획이라고 보도되었다. 2018년 8월, BBC는 애플이 도로 운행이 허가된 자율주행차 66대와 이를 운행할 수 있는 운전자 111명을 등록했다고 보도했다. 2020년에는 애플이 실제 애플 브랜드 차량 대신 잠재적인 제품으로 자율주행 관련 하드웨어, 소프트웨어 및 서비스를 여전히 개발 중인 것으로 여겨졌다. 2020년 12월, 로이터는 애플이 2024년 출시를 목표로 하고 있다고 보도했으나, 애널리스트 밍치궈는 2025년 이전에 출시되지 않을 것이며 2028년 또는 그 이후까지 출시되지 않을 수도 있다고 주장했다.
2024년 2월, 애플 경영진은 자율주행 전기차 출시 계획을 취소하고, 대신 프로젝트 자원을 회사의 생성형 인공지능 연구로 전환했다. 이 프로젝트는 연간 10억 달러 이상의 비용이 들었으며, 다른 애플 부서들도 협력하며 수억 달러의 추가 지출이 발생한 것으로 알려졌다. 또한 프로젝트 취소로 인해 600명 이상의 직원이 해고되었다.

## 차량 세부 사항
차량 프로젝트는 수년에 걸쳐 여러 디자인을 거쳤다. 개발 프로젝트 외부의 애플 팀도 개발에 참여했다. 애플 실리콘 팀의 인원들이 자율주행에 사용될 프로세서 설계를 위해 차량 프로젝트에 깊이 관여했다. 프로젝트 취소 시점에는 칩 개발이 거의 완료되었으며, M2 울트라 4개를 합친 것과 동등한 처리 능력을 갖췄다. 차량용 마이크로커널은 "safetyOS"라고 명명되었다.

## 제안된 협력 및 인수
2008-2010년 자동차 산업 위기 동안 자동차 회사들이 거의 무너지자 애플의 수석 부사장 토니 퍼델은 잡스에게 제너럴 모터스를 싼값에 인수하는 아이디어를 제안했다. 이 아이디어는 회사가 보기에 좋지 않고 아이폰에 집중하고 있었기 때문에 일부는 포기되었다.
2014년, 프로젝트에 대한 새로운 관심과 함께 애플의 기업 개발 책임자인 에이드리언 페리카는 테슬라 인수에 관심을 가지고 일론 머스크를 여러 차례 만났다. 애플의 CEO인 팀 쿡은 이러한 초기 협상을 중단시켰는데, 이는 애플의 CFO이자 전 GM 유럽 CFO인 루카 마에스트리가 자동차 사업이 얼마나 어려운지 말했기 때문이었다. 실패에도 불구하고 몇 년 후, 당시 하드웨어 책임자였던 댄 리치오와 전 포드 엔지니어이자 아이폰 엔지니어인 스티브 제데스키는 협력 아이디어를 논의하기 위해 머스크에게 돌아갔다. 몇 년 후 테슬라가 모델 3 세단 생산에 어려움을 겪자 머스크는 애플과 대화를 재개하려 했지만 쿡이 만나주지 않았다고 말했다.
메르세데스-벤츠와 제휴하려는 시도는 테슬라보다 약간 더 진전되었다. 계획은 메르세데스-벤츠가 차량을 제조하고 애플은 다른 차량에 메르세데스-벤츠에게 자율주행 플랫폼과 UI를 제공하는 것이었다. 애플은 스스로 차량을 성공적으로 제조할 수 있다는 자신감과 사용자 경험 및 데이터 통제에 대한 이견으로 인해 일부 철수했다. 논의는 1년 이상 지속되었다.
자동차 회사 인수에 가장 근접한 대화는 맥라렌과의 대화였다. 일부 경영진은 그 인수를 통해 조너선 아이브가 회사에 대한 그의 관여를 줄인 후 애플에 더 가까이 있을 수 있기를 바랐다. BMW와 캐노오 등이 인수를 위한 탐색적 대화에 참여했다. 애플은 또한 닛산 및 BYD 오토와도 만났다. 애플은 자동차 제조사를 통합하는 것이 내부적으로 재앙이 될 수 있다고 우려했다. 애플은 잠시 동안 프로젝트를 위해 소량 생산 차량 제조업체인 마그나 슈타이어와 파트너십을 맺었다.
2018년 애플은 폭스바겐과 애플 파크에 있는 애플 직원들을 위한 자율주행 셔틀을 제작하기 위한 계약을 체결했다. 폭스바겐의 T6 트랜스포터 밴을 개조하여 섀시와 휠은 유지하되 대시보드, 좌석 및 기타 부품을 교체할 예정이었다. 잠정적인 노력인 이 거래는 프로젝트 책임자인 더그 필드가 방해물로 보고 중단시켰다.
2021년 코리아타임스는 현대자동차가 자율주행 전기차를 공동으로 개발 및 생산하기 위해 애플과 초기 논의 중이라고 보도했다. 몇 주 후인 1월 말, 애플은 일부 고위 엔지니어링 변경 사항을 발표하여 일부 애플 관측통들이 댄 리치오의 "애플의 새로운 장"이 타이탄 프로젝트(또는 증강/가상 현실 헤드셋 또는 고급 소음 제거 헤드폰과 같이 완전히 관련 없는 것)의 리더십을 의미할 수 있는지 추측하게 만들었다. 2월 초에는 애플이 기아의 웨스트포인트 제조 공장을 차량 생산에 사용하기 위해 현대와 35억 9천만 달러 규모의 계약에 거의 도달한 것으로 보였으며, 운전석이 없는 완전 자율주행 차량이었다. 그러나 2021년 2월, 현대와 기아는 애플과 차량 개발에 대해 논의하고 있지 않다고 확인했다. 애플의 자동차 관련 야심에 더욱 신뢰를 더하는 보도로 비즈니스 인사이더 독일은 애플이 포르쉐의 섀시 개발 부사장 만프레드 해러 박사를 고용했다고 보도했다. 현대-기아 루머 이후 파이낸셜 타임스에서 애플이 여러 일본 자동차 회사와 애플 카 프로젝트에 대해 이야기하고 있다는 루머가 나온 후, 닛산은 로이터에 이러한 논의에 참여하고 있지 않다고 말했다. 다음 애플 카 추측은 애플이 프로젝트를 위한 라이다 내비게이션 센서 공급업체를 찾고 있다는 것이었다.

## 역사

### 2014–2015
이 프로젝트는 2014년 말 팀 쿡 애플 CEO가 승인한 것으로 알려졌다. 이 프로젝트를 위해 애플은 전 메르세데스-벤츠 북미 연구개발 사장 겸 최고 경영자 요한 융비르트와 적어도 한 명의 변속기 엔지니어를 고용한 것으로 알려졌다.
2015년 2월, 애플 이사회 멤버 미키 드렉슬러는 애플 공동 설립자이자 CEO인 스티브 잡스가 자동차를 설계하고 제작할 계획을 가지고 있었으며, 이러한 개념에 대한 논의가 테슬라가 2008년에 첫 번째 차량을 선보였을 무렵에 나왔다고 언급했다. 2015년 5월, 애플 투자자 칼 아이칸은 애플이 2020년에 자동차 시장에 진출할 것이라는 루머를 믿는다고 말했으며, 논리적으로 애플은 이 차량을 "최고의 모바일 장치"로 볼 것이라고 밝혔다.
2015년 8월, 가디언은 애플이 콩코드, 캘리포니아의 전 콩코드 해군 무기 기지에 위치한 커넥티드 및 자율주행 차량 시험장인 고멘텀 스테이션 관계자들과 만났다고 보도했다. 2015년 9월에는 애플이 캘리포니아 차량 관리국의 무인 자동차 전문가들과 만났다는 보도가 있었다. 2015년 9월 월스트리트 저널에 따르면, 이 차량은 배터리식 전기자동차이며 초기에는 완전한 자율주행 기능이 부족하고 2019년경 공개될 가능성이 있다.
2015년 10월, 팀 쿡은 자동차 산업에 대해 이렇게 말했다: "그 산업에 엄청난 변화가 있을 것 같습니다. 엄청난 변화 말이죠. 여러분은 동의하지 않을 수도 있지만, 저는 그렇게 생각합니다... 앞으로 우리가 무엇을 할지 지켜봅시다. 저는 자동차 산업이 엄청난 변화의 변곡점에 있다고 생각합니다." 쿡은 포드 모델 T의 현대적 후예들이 섀시까지 흔들릴 수 있는 방법들을 나열했다. 미래 자동차에서 소프트웨어의 중요성 증가, 자율주행차의 부상, 그리고 내연기관에서 전기로의 전환이다.
2015년 11월, 여러 웹사이트에서 애플의 의심스러운 프론트인 SixtyEight Research가 유럽에서 자동차 차체 컨퍼런스에 참석했다고 보도했다. 또한 2015년 11월, 알려지지 않은 EV 스타트업 패러데이 퓨처가 10억 달러 규모의 미국 공장 프로젝트를 발표한 후, 일부에서는 이것이 애플의 비밀 자동차 프로젝트의 프론트일 수 있다고 추측했다. 2015년 후반, 애플은 렉서스 SUV 두 대에 센서를 개조하기 위해 토크 로보틱스와 계약을 맺었는데, 이 프로젝트는 내부적으로 바하라고 알려졌다.

### 2016
2016년, 테슬라 CEO 일론 머스크는 애플이 아마도 매력적인 전기차를 만들 것이라고 말했다. "그것을 하기 위해 천 명 이상의 엔지니어를 고용한다면 숨기기 꽤 어렵습니다." 2016년 5월, 애플이 충전소에 관심이 있다는 보도가 있었다.
2016년 7월 25일, 월스트리트 저널은 애플이 은퇴한 하드웨어 엔지니어링 수석 부사장 밥 맨스필드를 설득하여 타이탄 프로젝트를 맡도록 복귀시켰다고 보도했다. 며칠 후인 7월 29일, 블룸버그 테크놀로지는 애플이 블랙베리의 자동차 소프트웨어 부서인 QNX의 창립자이자 전 CEO인 댄 닷지를 고용했다고 보도했다. 블룸버그에 따르면, 닷지의 고용은 애플의 프로젝트 타이탄에서 강조점의 변화를 예고했으며, 회사가 자율주행 차량용 소프트웨어 제작을 우선시할 것이라고 밝혔다. 그러나 이 기사는 애플이 자체 차량 개발을 계속할 것이라고 전했다. 9월 9일, 뉴욕 타임스는 재부팅 노력의 일환으로 수십 명의 해고가 있었다고 보도했으며, 팀은 여전히 약 1,000명 정도였다.
다음 주에는 계약 차량 제조업체인 마그나 인터내셔널이 애플의 서니베일 연구실에서 작은 팀을 운영하고 있다는 보도가 나왔다.

### 2017
새로운 보도가 없다가 2017년 4월 중순에 다시 자동차 프로젝트 소식이 전해졌다. 애플이 캘리포니아 도로에서 자율주행 차량을 시험할 수 있도록 허가받았다는 소문이 퍼졌기 때문이다. 6월 중순, 팀 쿡은 블룸버그 TV와의 인터뷰에서 애플이 "자율 시스템에 집중하고 있다"고 말했지만 반드시 실제 애플 차량 제품으로 이어지는 것은 아니라고 밝혀, 자율 시스템, 전기차, 승차 공유 서비스라는 세 가지 파괴적인 "변화의 벡터"의 융합에서 애플의 역할에 대한 추측을 남겼다.
8월 중순, 다양한 소식통은 자동차 프로젝트가 자율 시스템에 집중하고 있으며, 이제 쿠퍼티노의 메인 인피니트 루프 캠퍼스와 새로운 애플 파크를 포함한 다양한 실리콘 밸리 사무실 간의 회사 운영 캠퍼스 간 셔틀 서비스를 사용하여 실제 환경에서 기술을 테스트할 것으로 예상된다고 보도했다. 8월 말에는 약 17명의 전 타이탄 팀 멤버(디트로이트 경험이 있는 제동 및 서스펜션 엔지니어)가 자율주행 스타트업 Zoox에 고용되었다.
2016년 10월 보도에 따르면 타이탄 프로젝트는 2017년까지 실행 가능성과 타당성을 증명하고 최종 방향을 설정해야 하는 마감일을 가지고 있었다.
2017년 11월, 애플 직원 인 저우와 온셀 투젤은 라이다를 사용하여 3차원 객체를 감지하는 합성곱 신경망을 사용하는 VoxelNet에 대한 논문을 발표했다.
교통/기술 웹사이트 잘로프닉은 11월 말에 애플이 자율 시스템 작업을 위한 자동차 시험 엔지니어링 및 기술 인재를 모집하고 있으며, 제3자를 통해 애리조나주 서프라이즈(원래는 위트먼)에 있는 전 피아트 크라이슬러 시험장을 비밀리에 임대하고 있는 것으로 보인다고 보도했다. 또한 2017년 뉴욕 타임스는 애플이 자율주행차 개발을 중단했다고 시사했다. 이러한 보도에 대해 애플 CEO 팀 쿡은 그 해 공개적으로 회사가 자율주행차 기술을 연구하고 있음을 인정했다.

### 2018
2018년 1월, 회사는 캘리포니아 차량 관리국에 27대의 자율주행차를 등록했다.
애플은 자율주행 차량 계획을 비밀로 유지하려 했지만, 규제 당국에 제출된 서류는 프로젝트 및 관련 활동의 증거를 제공했다. 2018년 9월, 애플은 GM의 크루즈 (175) 및 알파벳의 웨이모 (88)에 이어 캘리포니아 자율주행 허가증을 세 번째로 많이 보유하고 있었다 (70대).
2018년 7월 7일, 전 애플 직원이 애플의 자율주행차 프로젝트에 대한 영업 비밀을 훔친 혐의로 FBI에 체포되었다. 그는 연방 검사에 의해 기소되었다. 전 직원에 대한 형사 고소장에 따르면, 당시 애플은 자율주행 연구에 대해 공개적으로 논의한 적이 없었으며, 프로젝트에 약 5,000명의 직원이 참여하고 있었다.
2018년 8월, 테슬라의 엔지니어링 수석 부사장이었던 더그 필드가 애플의 타이탄 팀 리더가 되었다.
2018년 8월 24일, 애플의 자율주행차 중 한 대가 도로 시험 중 후방 추돌 사고에 연루된 것으로 보도되었다. 이 사고는 차량이 쿠퍼티노에 있는 애플 본사에서 약 3.5마일 떨어진 곳에서 교통에 합류하기 위해 정지해 있을 때 발생했으며, 인명 피해는 보고되지 않았다. 당시 영국방송공사는 애플이 도로 운행이 허가된 자율주행차 66대와 이를 운행할 수 있는 운전자 111명을 등록했다고 보도했다.
2018년 8월, 애플의 자율주행차가 탑승자에게 예상치 못한 상황에 대한 불안감을 완화하기 위해 앞으로 무엇을 할지 미리 경고하는 시스템에 대한 애플 특허에 대한 보도가 있었다.

### 2019
2019년 1월, 애플은 '프로젝트 타이탄' 자율주행 차량 팀에서 200명 이상의 직원을 해고했다.
2019년 6월, 애플은 자율주행 스타트업 Drive.ai를 인수했다.

### 2020
12월 초, 블룸버그는 애플의 인공지능 책임자인 존 지아난드리아가 이전 책임자인 밥 맨스필드가 은퇴한 후 애플 카 개발을 총괄하고 있다고 보도했다. 몇 주 후, 로이터는 두 명의 익명의 내부 소식통에 따르면 애플이 2024년 출시일을 목표로 하고 있다고 보도했다.

### 2021
한 업계 소식통은 코리아타임스에 애플이 한국에서 공급망을 구축하기 위해 노력하고 있다고 전했다. 2021년 후반에는 애플이 2024년 생산 시작을 위해 토요타와 한국 파트너들과 논의 중인 것으로 알려졌다.
더그 필드가 프로젝트를 떠나 포드에 합류한 후, 애플의 웨어러블 책임자인 케빈 린치가 프로젝트 리더로 임명되었다.

### 2022–2024
블룸버그는 애플이 완전 자율주행차 개발을 포기하고 고속도로에서만 자율주행이 가능한 차량을 출시하려고 한다고 보도했다. 가격은 10만 달러 미만이 될 것이라고 한다. 트렌드포스는 마이크로LED가 차량에 사용될 것이라고 보도했다. 애플은 도로 운행이 허가된 자율주행차 66대와 이를 운행할 수 있는 운전자 152명을 등록했다.
2024년 1월, 블룸버그 보도에 따르면 애플은 차량 출시일을 2028년으로 추가 연기하고, 자율주행 계획을 대폭 축소하여 기존 전기차와 유사한 기본 운전자 보조 기능에 집중하고 있다.
2024년 2월 27일, 애플 경영진은 전체 자동차 프로젝트가 취소되고 대부분의 자원이 애플의 생성형 AI 프로젝트로 이동될 것이라고 내부적으로 발표했다.
2024년 4월, 애플은 샌타클래라, 캘리포니아에서 600명 이상의 직원을 해고했다. 해고의 영향을 받은 대부분의 사무실은 이전에 프로젝트 타이탄과 연결되어 있었고, 그 중 하나인 3250 Scott Blvd, 코드명 Aria는 마이크로LED 화면을 개발하고 있었다.

## 추정되는 직원 및 제휴사
- 제이미 칼슨, 전 테슬라 오토파일럿 자율주행차 프로그램 엔지니어.[96] 테슬라에서 애플로 옮긴 후, 그는 애플을 떠나 중국 자동차 제조사 니오의 NIO 파일럿 자율주행 플랫폼 개발에 참여했다. 최근 그는 애플의 특별 프로젝트로 복귀했다.
- 메건 맥클라인, 전 폭스바겐 AG 엔지니어 (자율주행 전문).[96]
- 비나이 팔라코드, 카네기 멜론 대학교 대학원 연구원 (자율주행 연구 중심지).[96]
- 셴치아오 통, 마이크로칩 제조사 엔비디아의 운전자 보조 시스템용 컴퓨터 비전 소프트웨어를 개발한 엔지니어.[96]
- 폴 퍼갈레, 전 취리히 스위스 연방 공과대학교 자율 시스템 연구실 부국장.[96]
- 산자이 매시, 포드 및 여러 공급업체에서 커넥티드 및 자율주행 차량 개발 경험이 있는 엔지니어.[96]
- 스테판 베버, 전 보쉬 엔지니어 (비디오 기반 운전자 보조 시스템 경험).[96]
- 레흐 즈밀라스, 전 델파이 연구 과학자 (컴퓨터 비전 및 객체 탐지 전문).[96]
- 아눕 베이더, 전 캐터필러 자율 시스템 열 엔지니어. 2019년 4월 애플을 떠나 Zoox 자율주행 스타트업에 합류했다.[96]
- 더그 베츠, 전 피아트 크라이슬러 글로벌 품질 책임자.[97]
- 요한 융비르트, 전 메르세데스-벤츠 연구개발 북미 법인 CEO.[98] - 2015년 11월 폭스바겐으로 이직.[99]
- 무지브 이자즈, 전 포드 모터 컴퍼니 엔지니어. A123 시스템즈의 벤처 기술 부서를 설립하여 재료 연구, 전기 배터리 셀 제품 개발 및 고급 개념에 집중했다. (A123 시스템즈에서 네다섯 명의 연구원을 영입하는 것을 도왔다)[100]
- 낸시 선, 전 샌프란시스코 전기 오토바이 회사 미션 모터스 전기 공학 부사장.[101]
- 마크 셔우드, 전 미션 모터스 파워트레인 시스템 엔지니어링 디렉터.[101]
- 이얄 코헨, 전 미션 모터스 소프트웨어 및 전기 공학 부사장.[101]
- 조나단 코헨, 전 엔비디아의 딥 러닝 소프트웨어 디렉터.[102] 엔비디아는 운전자 보조 시스템에 사용되는 엔비디아 드라이브 PX 플랫폼에 딥 러닝을 사용한다.[103]
- 크리스 포릿 - 전 테슬라 차량 엔지니어링 부사장 및 전 애스턴 마틴 수석 엔지니어.[104]
- 루이지 타라보렐리, 20년 경력의 전 람보르기니 임원.[105]
- 알렉스 히칭거는 독일 엔지니어로, 2016년 3월 31일까지 포르쉐의 LMP1 프로젝트 기술 이사였다.[106] 그는 이전에 레드불 및 토로 로소 포뮬러 원 팀의 선진 기술 책임자로 일했다.[107] 2019년 1월 그는 폭스바겐 상용차 기술 부서를 이끌기 위해 떠났다.[108]
- 벤자민 라이언, 센서 전문가, 관리자 및 창립 팀원. 더그 필드에게 직접 보고했으며, 2021년 2월 "위성 및 우주 스타트업" 아스트라에서 수석 엔지니어 직책을 맡기 위해 애플을 떠났다.[109][110][111][112]
- 웨이바오 왕, 영업 비밀 절도 및 절도 시도 혐의로 기소된 소프트웨어 엔지니어.[113]
- 더그 필드, 애플 특별 프로젝트 부사장 - 사실상 자동차 프로젝트 책임자. 포드에 합류하기 위해 떠났다[114]

## 같이 보기
- 카플레이
- 샤오미 SU7

## 추가 자료
- Bloomberg Originals (2024년 3월 8일). 《What Killed the Apple Car?》. 2024년 3월 8일에 원본 문서에서 보존된 문서. 2024년 5월 4일에 확인함 – 유튜브 경유.